# Силинская-1
Силинская-1 — деревня в Верховажском районе Вологодской области.
Входит в состав Морозовского сельского поселения, с точки зрения административно-территориального деления — в Морозовский сельсовет.
Расстояние по автодороге до районного центра Верховажья — 24 км, до центра муниципального образования Морозово — 0,3 км. Ближайшие населённые пункты — Олотинская, Фоминская, Михайловская, Сбоевская, Захаровская, Морозово, Машковская, Мининская, Евсюнинская.
По переписи 2002 года население — 103 человека (57 мужчин, 46 женщин). Всё население — русские.